# Semiónov (Nizhni Nóvgorod)
Semiónov (del ruso: Семёнов) es una ciudad del óblast de Nizhni Nóvgorod en Rusia, centro administrativo del raión homónimo. Está situada a unos 60 km al nordeste de Nizhni Nóvgorod. Su población era de 24.351 habitantes en 2009.

## Historia
La ciudad fue fundada a principios del siglo XVII como un asentamiento de Viejos creyentes. Fue mencionada por primera vez como el caserío de Semiónov en 1644, luego se conocería como el pueblo de Semiónovo, y a partir de 1779 como la ciudad de Semiónov. A partir de comienzos del siglo XIX y hasta principios del XX, Semiónov fue un centro de viejos creyentes y el único lugar donde se fabricaban artículos religiosos para los mismos, como las Léstovkas (una especie de rosario).

## Demografía
| 1897   | 1926   | 1939   | 1959   | 1970   |
| ------ | ------ | ------ | ------ | ------ |
| 3 700  | 6 000  | 12 000 | 19 800 | 23 600 |
| 1979   | 1989   | 1996   | 2002   | 2008   |
| 25 200 | 26 300 | 26 800 | 25 298 | 24 400 |

## Cultura y lugares de interés

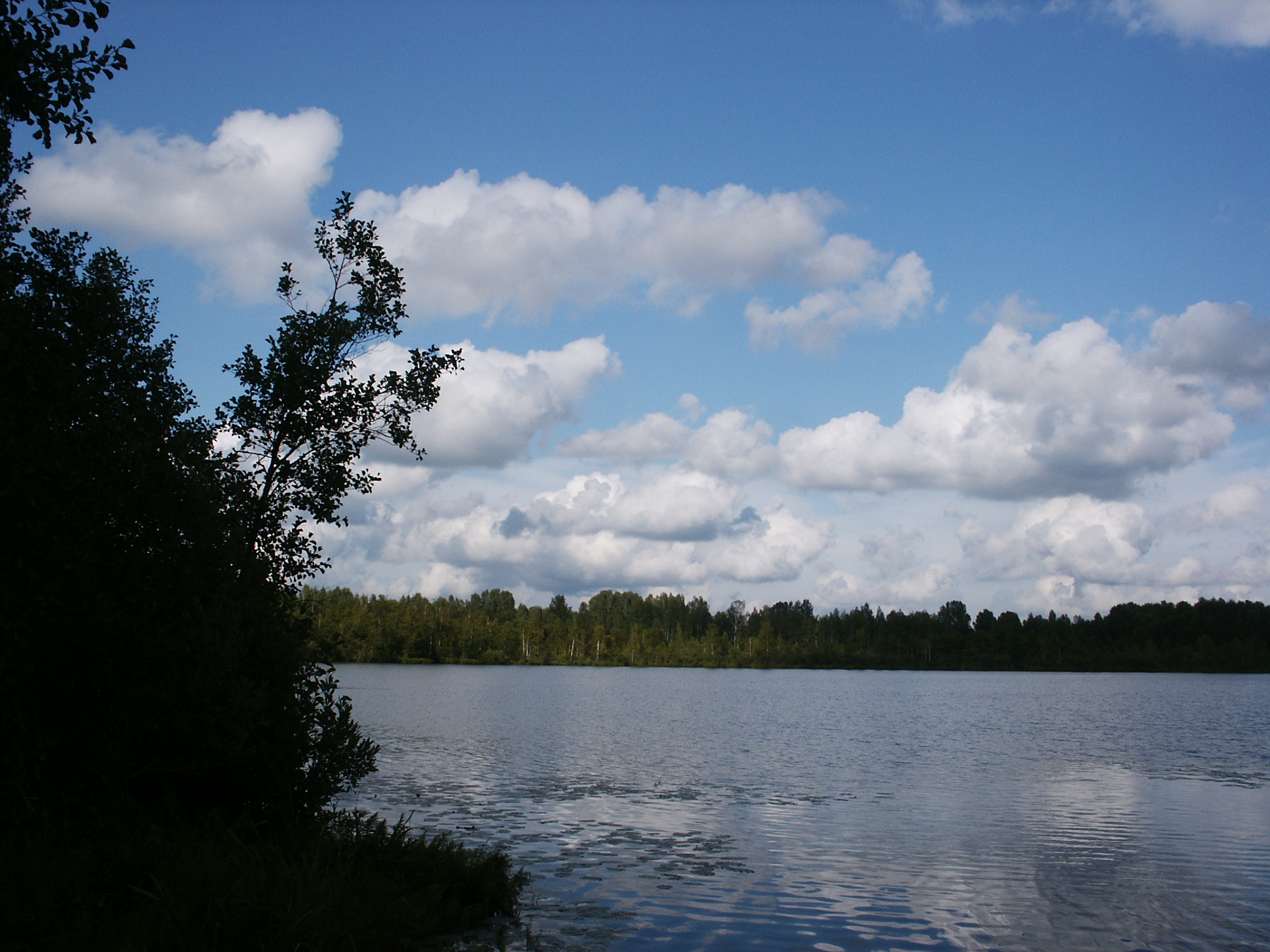
Lago Svetloyar

En la ciudad hay varios edificios de los siglos XVIII y XIX. Entre ellos cabe destacar la Iglesia de San Nicolás (Никольская церковь, de los Viejos creyentes) y Iglesia de Todos los Santos (церковь Всех Святых).
Desde 1934, cuenta con el Museo de Arte e Historia de Semiónov, sobre los productos del arte folclórico.
Al este de Semiónov se encuentra el lago Svetloyar, donde se supone que se hundió la mítica ciudad de Kítezh.

## Celebridades
El pianista, compositor y director de orquesta Serguéi Rajmáninov nació aquí.

## Economía y transporte

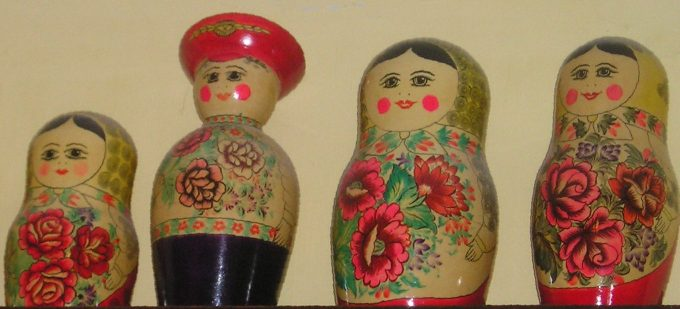
Matrioskas.

Semiónov es un centro importante de elaboración de pinturas sobre madera tradicionales (jojlomá) y de muñecas rusas (matrioskas).

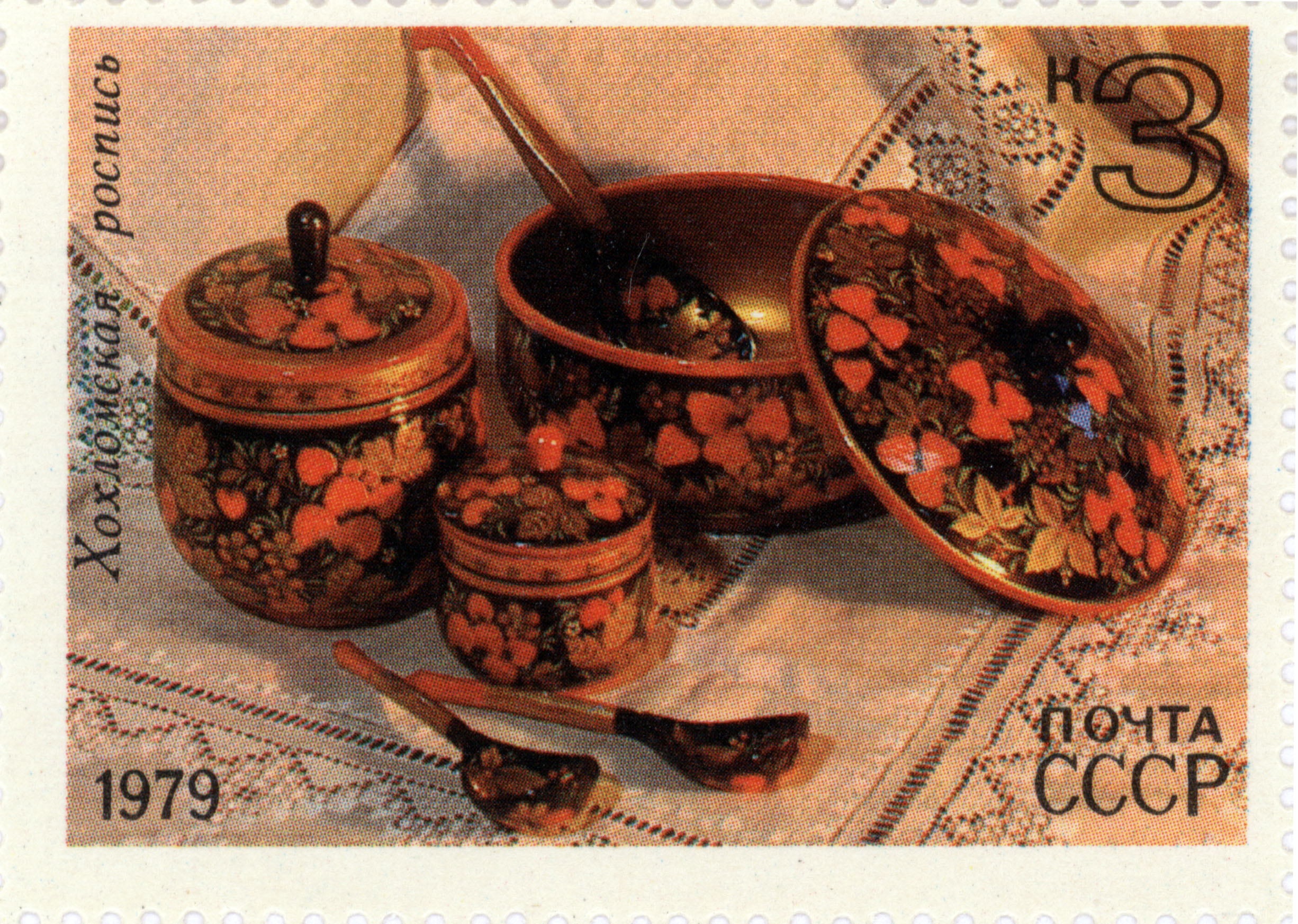
Pinturas jojlomá en un sello de la URSS de 1979.

La ciudad está en el ferrocarril abierto en 1927 Moscú-Nizhni Nóvgorod-Kírov, en el segmento Nizhni Nóvgorod - Kotélnich, por el pasan una gran parte de los convoyes del ferrocarril Transiberiano. Por Semiónov pasa la carretera R159 que discurre entre Nizhni Nóvgorod y Yaransk.